# Pontinska öarna

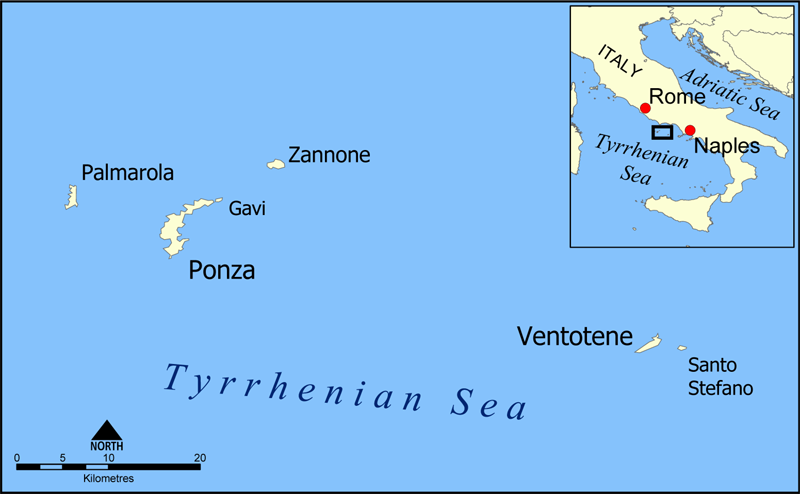
De pontinska öarna

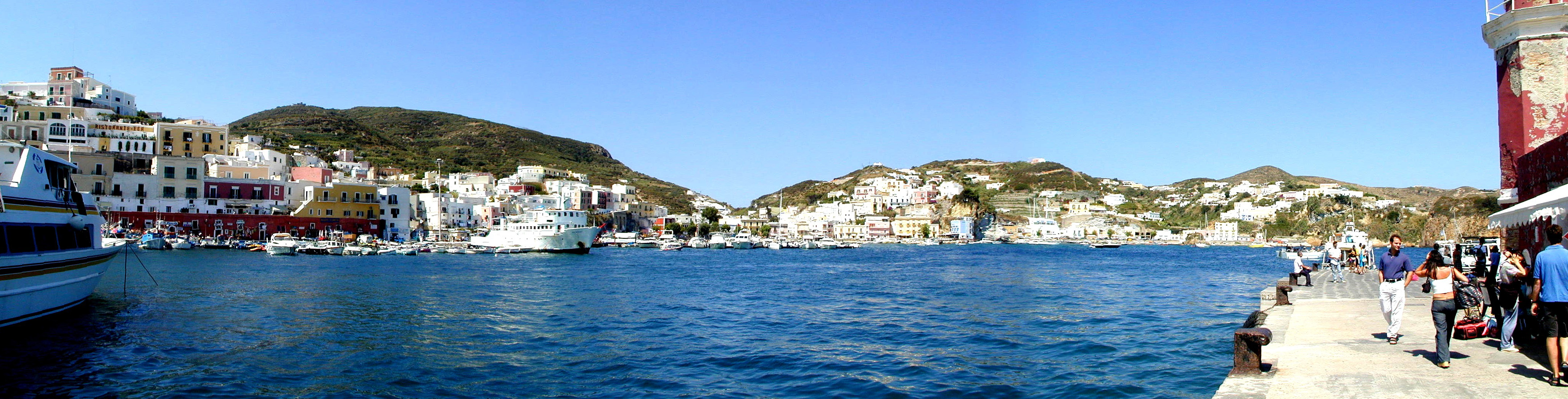
Hamnen i Ponza

Pontinska öarnar, isole Ponziane eller isole Pontine är en ögrupp i Tyrrenska havet utanför Italiens västkust. Ögruppen är vulkanisk. Det bor cirka 4 000 invånare. Den största ön Ponza har givit namn till ögruppen.
Arkipelagen har sex öar indelat i två grupper.
- Nordöstgruppen, administreras av kommunen Ponza)
  - Isola di Ponza
  - Isola Palmarola
  - Isola di Zannone
  - Isola di Gavi
- Sydöstgruppen, administreras av kommunen Ventotene)
  - Isola di Ventotene
  - Isola di Santo Stefano

Färjor avgår året runt från Formia, Anzio, Terracina, San Felice Circeo och på sommarhalvåret även från Ischia, Neapel och Pozzuoli.